# Jan Wojciech Poradowski
Jan Wojciech Poradowski (ur. 17 września 1957 w Łodzi) – polski aktor teatralny i filmowy.

## Życiorys
Ukończył studia na Wydziale Aktorskim Państwowej Wyższej Szkoły Filmowej, Telewizyjnej i Teatralnej im. Leona Schillera w Łodzi (1983), obroniwszy dyplom w 1987 roku. Następnie grał w teatrach: Dramatycznym w Elblągu (1982–1983), Narodowym w Warszawie (1983–1987), a także Nowym (1987–1991, 1995–1996) oraz Powszechnym (1991–1995, od 1996) w Łodzi.
Wcielał się m.in. w role: Perełki, Wacława, Mularza, Hajduka, Pachołka (Zemsta), Lelum (Lilla Weneda), Sługi (Horsztyński), Macieja (Dożywocie), Anioła (Kordian), Pistola (Wesołe kumoszki z Windsoru), Monostatosa (Czarodziejski flet), Radosta (Śluby panieńskie), Arnolfa (Szkoła żon), Grabca (Balladyna) i Szczygiełka (Skąpiec).

## Odznaczenia
- Brązowy Medal „Zasłużony Kulturze Gloria Artis” (2020)[1]

## Filmografia

### Seriale
- 2002: „Klan”
- 2003: „Wysłannicy Gai” (odc. 5, 8)
- 2003–2005: „Sprawa na dziś” – wicedyrektor szpitala
- 2011, 2016–2019: „Komisarz Alex” (odc. 8, 102, 106, 112, 117, 141, 156)
- 2012: „Paradox” – major Sobień (odc. 13)
- 2019: „Ultraviolet” – maszynista (odc. 13)

### Filmy
- 1982: „Gry i zabawy” – kolega Darka
- 1985: „Podwójna gra”
- 1991: „Restauracja” – kelner
- 1991: „Kroll” – mężczyzna w Grand Hotelu
- 2005: „Iluminator” – lektor
- 2010: „Cudowne lato”
- 2011: „Wymyk” – konduktor
- 2012: „Konstrukcja własna” – Piotr
- 2013: „Ida” – ksiądz Andrzej
- 2014: „They chased me through Arizona” – pracownik budowlany
- 2014: „Niebieski pokój” – głos postaci animowanej
- 2019: „Nerd” – narrator
- 2020: „Wykapany zięć” – Andrzej, mąż Haliny

Źródło: FilmPolski.pl.